# 小学一年生
『小学一年生』（しょうがくいちねんせい）は、1925年（大正14年）に日本の出版社・小学館より創刊された、小学1年生の児童を対象にする総合雑誌。

## 概要

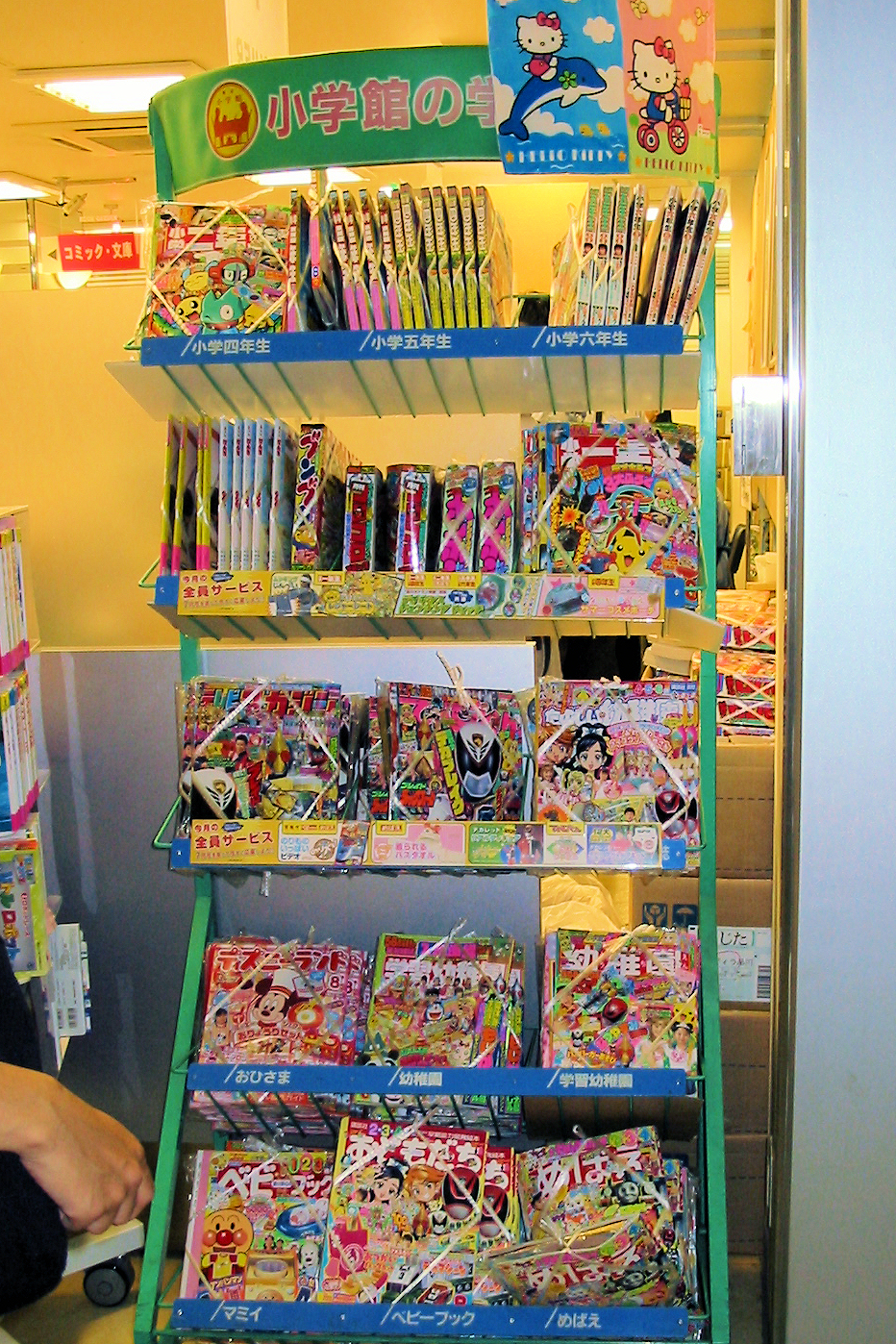
『小学一年生』が並ぶ売場（上から2段目（下から4段目）の右端。2004年撮影）

小学館が1922年より順次、創刊していた学年誌の一誌『セウガク一年生』として1925年に『セウガク二年生』『せうがく三年生』と併せて創刊された。1941年度は国民学校令により雑誌名を『コクミン一年生』に、また1942年度から1945年度は姉妹誌の『二年生』『三年生』との統合誌『良い子の友』として刊行され、1946年に『コクミン一年生』として復刊、1947年の学校教育法制定に伴う『小學一年生』を経て1948年より『小学一年生』として現在に至る。1957年にはB5判サイズに拡大。1974年には発行部数が116万部に達した。
なお現在表紙に記載されている通巻は『コクミン一年生』として復刊してからの巻数である。
年度が変わると読者は自動的に1つ上の『小学二年生』（2017年2・3月合併号を以て休刊）に移るが、編集部自体は繰り上がらず、小学一年生編集部が次年度も同じ学年向け雑誌を編集する。
2010年度発売号は内容がリニューアルし、学習記事の強化が図られ、毎号学習ドリルが付録として付いてくるようになった。学習ドリルについては2011年度発売号以後も付録として付けられている。
2017年度発売号からは再び大幅にリニューアルされ、付録が『チャレンジ1ねんせい』（ベネッセ）や『1年のかがく』（学習研究社、現在は休刊）のものに類似した本格的な学習教材となった。一方で漫画など娯楽的な内容は大幅に削減されている。
2021年度発売号から再リニューアルされ、以前程ではないが娯楽的な内容が復活している。
2025年4月号（2月21日発売）で創刊100周年を迎えた。

## 発売価格
1997年度から2009年度まで価格は500円台であったが、2010年度から2016年度の価格は他の学年誌と共に680円前後と大幅に値上げされた。2017年の再リニューアルでは前述の付録の強化により、1,000円を超えて1,480円の号も発生している。

## 沿革
- 1925年（大正14年） - 『セウガク一年生』として『セウガク二年生』と共に創刊。
- 1928年（昭和3年） - 学習雑誌のシンボルマークである「勉強マーク」（その後児童図書のシンボルマークに格上げ）制定。
- 1941年（昭和16年） - 小学校が国民学校と改称。同時に誌名を『コクミン一年生』に変更。
- 1942年（昭和17年） - 戦時統制により『コクミン二年生』と統合され1 - 3年生向け『良い子の友』となる。
- 1946年（昭和21年） - 『コクミン一年生 KOKUMIN ICHINEN-SEI』復刊。同時に『こくみん二年生』も復刊。
- 1947年（昭和22年） - 学校教育法制定で『小學一年生』に、次年度に『小学一年生』に誌名変更。
- 1980年（昭和55年） - 1994年（平成6年） - 流行語にもなったキャッチコピー『ピッカピカの一年生』を使った『小学一年生』のテレビCMシリーズが放映される（2019年（令和元年）に復活した）。
- 2025年（令和7年） - 2月21日発売の4月号をもって創刊100周年[4]。

## 現在の連載作品
- ドラえもん ひみつどうぐ百科（田中道明 原作：藤子・F・不二雄）2007年4月号 -

## 過去の連載作品

### 1950年代〜1960年代連載
- かぜのこたろう（馬場のぼる）1959年4月号-1960年3月号
- ロケットけんちゃん（藤子不二雄）1960年4月号 - 1961年3月号
- ピロンちゃん（藤子不二雄 原作：手塚治虫）1961年4月号 - 5月号
- しらゆきちゃん（わたなべまさこ）1961年4月号-1962年3月号
- すすめピロン（藤子不二雄）1961年6月号 - 1962年3月号
- すすめロボケット（藤子不二雄）1962年4月号 - 1963年7月号
- とびだせミクロ（藤子不二雄）1963年4月号 - 1964年3月号
- こりすのぽっこちゃん（太田じろう）1963年4月号-1964年3月号)
- ロップくん（手塚治虫）1963年10月号 - 1964年3月号
- ボンゴ（手塚治虫）1964年4月号 - 1965年3月号
- オバケのQ太郎（藤子不二雄）1965年1月号 - 1967年2月号
- レオちゃん（手塚治虫）1965年4月号 - 9月号
  - ジャングル大帝（手塚治虫）1965年10月号 - 1966年12月号
  - ジャングル大帝 進めレオ!（手塚治虫）1967年1月号 - 4月号
- おそ松くん（赤塚不二夫）1966年5月号 - 1967年3月号
- パーマン（藤子不二雄）1967年3月号 - 1968年8月号
- ガムガムパンチ（手塚治虫）1967年4月号 - 1969年3月号
- キカンポ元ちゃん（赤塚不二夫）1967年4月号 - 8月号
- たまねぎたまちゃん（赤塚不二夫）1967年9月号 - 1969年12月号
- ジャイアントロボ（前村教網→かまちかつひろ：原作　横山光輝）1967年12月号-1968年6月号
- ぺちゃこちゃん（今村洋子）1968年9月号 - 1978年3月号
- ウメ星デンカ（藤子不二雄）1968年9月号 - 1970年2月号
- ぽっかち（手塚治虫）1969年4月号 - 9月号
- ミラーマン（1969年版）1969年9月号-1970年3月号
- 冒険ルビ（手塚治虫）1969年10月号 - 1970年7月号
- サザエさん（エイケン 原作：長谷川町子）1969年12月号 - 1980年3月号

### 1970年代連載
- いなかっぺ大将（川崎のぼる）1970年1月号 - 1972年9月号
- もーれつア太郎（赤塚不二夫）1970年1月号 - 1971年3月号
- ドラえもん（藤子不二雄 → 藤子・F・不二雄）1970年1月号 - 1990年4月号
- ひみつのアッコちゃん（赤塚不二夫）1970年4月号 - 11月号
- ママァちゃん → ふしぎなメルモ（手塚治虫→池原成利、原作:手塚治虫）1970年9月号 - 1973年3月号
- 新オバケのQ太郎（藤子不二雄）1971年4月号 - 1973年3月号
- 鉄腕アトム（手塚治虫）1972年4月号 - 1973年3月号
- パン太くん（藤子不二雄）1973年1月号 - 3月号
- ジャングル黒べえ（藤子不二雄）1973年3月号 - 12月号
- モッコロくん（藤子不二雄）1974年4月号 - 1975年3月号
- てんとう虫の歌（川崎のぼる）1974年9月号 - 1976年3月号
- 4じげんぼうPポコ（藤子不二雄）1975年4月号 - 1976年2月号
- はじめ人間ギャートルズ（園山俊二）1974年11月号 - 1976年3月号
- まめたん（赤塚不二夫）1978年4月号 - 1982年3月号
- あさりちゃん（室山まゆみ）1979年9月号 - 1980年3月号

### 1980年代連載
- ユニコ（手塚治虫）1980年4月号 - 1984年3月号
- 怪物くん（風田朗 原作：藤子不二雄）1980年10月号 - 1982年10月号
- 忍者ハットリくん（藤子不二雄）1982年4月号 - 1984年5月号
- ゲームセンターあらし（すがやみつる）1982年10月号-1983年3月号
- つぼみちゃん（土田よしこ）1985年4月号 - 1987年3月号
- スーパーマリオくん（松田辰彦→嵩瀬ひろし）1986年6月号 - 1991年3月号
- つるピカハゲ丸（のむらしんぼ）1988年3月号 - 1989年3月号
- キテレツ大百科 コロ助ナリ（いそほゆうすけ 原作：藤子不二雄Ⓕ → 藤子・F・不二雄）1988年8月号 - 1989年3月号
- それいけ!アンパンマン（嵩瀬ひろし）1988年10月号 - 1990年6月号

### 1990年代連載
- いまどきのこども（玖保キリコ）1991年6月号 - 1994年11月号
- ぶっとびリュウくん（新山たかし）
- リンクの大冒険（斎藤純一郎）1992年4月号 - 9月号
- ぷよぷよパラダイス・アルルちゃん（たちばな真未）1995年9月号 - 1998年10月号
- 星のカービィ（さくま良子）1997年4月号 - 2008年3月号
- ポケモン4コマ大百科（やましたたかひろ）1997年12月号 - 不明 ※中断時期あり
- ポケモンゲットだぜ!（あさだみほ）1998年4月号 - 2002年3月号
- ふしぎのチョコボ（たちばな真未）1998年11月号 - 2000年2月号
- とっとこハム太郎（河井リツ子）1999年4月号 - 2003年3月号

### 2000年代連載
- スーパー0くん（さくらももこ）2001年4月号 - 2002年3月号
- まほうの文字つかい ミスター・モジック（のむらしんぼ）2002年4月号 - 2003年3月号
- とっても!ミニモニ。（こやまゆき）2002年4月号 - 2004年6月号
- バトルストーリー ロックマンエグゼ（あさだみほ、シナリオ：けいじま潤）2002年4月号 - 2003年3月号
- くるくるりんね（いわおかめめ）2002年4月号 - 2003年3月号
- おでんくん（リリー・フランキー）2002年10月号 - 2003年3月号
- 仮面ライダー555（坂井孝行）2003年4月号 - 2004年3月号
- 冒険遊記プラスターワールド エアリーズのワクワクあいらんど☆（須藤ゆみこ）2003年5月号 - 2004年4月号
- 仮面ライダー剣（坂井孝行）2004年4月号 - 2005年3月号
- トキメキW!（森江真子）2004年8月号 - 2005年3月号
- ポケモンバトル ピカチュウのわくわく大ぼうけん（あさだみほ）2005年4月号 - 2007年3月号
- ふわふわ♥シナモン（つきりのゆみ ストーリー：関千里）2005年4月号 - 2008年3月号
- ぜんまいざむらい（m&k）2006年4月号 - 2009年3月号
- GoGo!たまたま♪たまごっち（ヤスコーン）2006年4月号 - 不明
- きらりん☆レボリューション（小坂まりこ 原作：中原杏）2006年4月号 - 2009年3月号
- どうぶつの森 どうぶつ村はおおさわぎ（こやまゆき）2006年4月号 - 2007年3月号
- ポケットモンスター ダイヤモンド&パール（坂井孝行）2006年 - 2009年3月号
- どうぶつの森 ニコニコ村ものがたり（こやまゆき）2007年4月号 - 2008年3月号
- はっぴーカッピ（キャンディぐみ+SunCarat）2007年9月号 - 不明
- やまちゃんのおはスタギャグTV（河合じゅんじ）2008年4月号 - 2009年3月号
- おはスタOHA!らんど（上重☆さゆり）2009年4月号 - 2010年3月号
- リルぷりっ（陣名まい→たちばな真未）2009年4月号 - 2011年3月号
- ジュエルペットシリーズ（森江真子）2009年4月号 - 不明
- いちねんせい!みい子ちゃん（おのえりこ）2009年 - 不明

### 2010年代連載
- はなかっぱ（あべさより 原作：あきやまただし）
- ポケットモンスター ベストウイッシュ（姫野よしかず）
- プリティーリズム・オーロラドリーム（かなき詩織）2011年6月号 - 2012年3月号
- イナズマイレブンGO（こしたてつひろ）
- はりきり! うーちゃん一年生（白伊くま）
- プリティーリズム・ディアマイフューチャー（かなき詩織）2012年4月号 - 2013年3月号
- WASIMO（文：宮藤官九郎 絵：安齋肇）2012年4月号 - 9月号、2014年4月号 - 9月号
- 仮面ライダーウィザード（カドワキセイジ）
- アイカツ!（なぎり京）2013年4月号 - 2015年3月号
- ポケットモンスター XY（姫野よしかず）
- オバケのサリー（とよ田みのる）2014年4月号 - 不明
- ドラゴンコレクション おたすけパピーのどりぃむチャレンジ!（あさだみほ）2014年4月号 - 2015年4月号
- 妖怪ウォッチ おあそびまんが（あさだみほ）2016年4月号 - 2017年3月号
- チコちゃんに叱られる!（あべさより）2019年4月号 - 2020年8月号

## CMソング
- 「ピッカピカの一年生」
  - 作詞：杉山恒太郎、作曲：まぶたひとえ[5]、歌：クニ河内[6]、平井大（2019年）[7]、橋本絵莉子（2019年）[8]、桐谷健太（2020年）、広末涼子（2021年）
- 「ボクたちのスタート」
  - 歌：山本彩、創刊100周年テーマソング。2025年に創刊100周年を迎えたのを記念して制作され、テレビ / ラジオCM、創刊100周年ムービー、イベント等で使用[9][10]。

## CM
80年代～90年代前半ごろまでは地方在住の一般人の新小学一年生（4月から小学校に入学）の児童が、カメラに向かって小学校入学後の抱負などを話すテレビCMが放送されていた。一般の子供らしい無邪気なリアクションやコメントや地方ならではの自然豊かな背景などが視聴者に好評を博した。
『8時だョ!全員集合』にて、ザ・ドリフターズの加藤茶と志村けんがこのCMをギャグに使った。加藤が「この問題分かるかなあ、分からないかなあ（もしくは、「バカかな、お利口かな」など）と志村に聞けば、志村は「分っかり～ません」と答え、二人で「ピッカピカの～一年生♪」と唱え（観客の子どもも唱和する）ながら腕の交差と足踏みをして、「ビシッ!」と気をつけの姿勢を取って前に跳んだ。

## 発行部数
日本雑誌協会のデータによる各誌ごとの月平均発行部数推移は以下の通り（この場合の「年度」とは前年の10月からその年の9月までの期間についてである）。
- 2006年度 - 31.8万部
- 2007年度 - 29.9万部
- 2008年度 - 25.5万部
- 2009年度 - 23.7万部
- 2010年度 - 18.3万部
- 2011年度 - 16.8万部
- 2013年度 - 14.2万部
- 2015年度 - 14.6万部
- 2017年度 -  8.2万部
- 2018年度 -  6.1万部

|        | 1 - 3月    | 4 - 6月    | 7 - 9月    | 10 - 12月  |
| ------ | ---------- | ---------- | ---------- | ---------- |
| 2008年 |            | 286,667 部 | 231,667 部 | 193,750 部 |
| 2009年 | 287,500 部 | 286,667 部 | 210,000 部 | 152,500 部 |
| 2010年 | 265,000 部 | 213,334 部 | 136,667 部 | 108,750 部 |
| 2011年 | 250,000 部 | 202,334 部 | 156,000 部 | 127,500 部 |
| 2012年 | 261,667 部 | 165,000 部 | 127,500 部 | 97,500 部  |
| 2013年 | 235,000 部 | 168,334 部 | 113,334 部 | 84,500 部  |
| 2014年 | 203,000 部 | 146,667 部 | 127,667 部 | 105,000 部 |
| 2015年 | 225,000 部 | 168,667 部 | 125,000 部 | 96,750 部  |
| 2016年 | 195,000 部 | 136,667 部 | 85,000 部  | 62,500 部  |
| 2017年 | 148,000 部 | 85,750 部  | 57,000 部  | 42,667 部  |
| 2018年 | 89,333 部  | 60,333 部  | 51,500 部  | 39,250 部  |
| 2019年 | 93,000 部  | 68,333 部  | 40,000 部  | 35,667 部  |
| 2020年 | 87,000 部  | 76,500 部  | 52,667 部  | 46,000 部  |
| 2021年 | 86,500 部  | 74,000 部  | 49,000 部  | 41,667 部  |
| 2022年 | 86,500 部  | 65,000 部  | 44,000 部  | 39,333 部  |
| 2023年 | 85,500 部  | 53,667 部  | 41,667 部  | 35,000 部  |
| 2024年 | 156,500 部 | 58,000 部  | 51,000 部  | 31,667 部  |

## 競合誌
- たのしい○年生 / たのしい幼稚園 （講談社） - 昭和30年代に創刊。当初は本誌と同様、幼稚園児向けの「たのしい幼稚園」から小学6年生向けの「たのしい六年生」まで揃えられていたが、昭和40年代以降は現存する「たのしい幼稚園」を除いて全て休刊となり、2006年まで「たのしい一年生」は「入学準備 小学一年生」と同様、幼稚園児の入学準備雑誌として不定期に刊行されていた。2010年現在は発刊されておらず、講談社と小学館が協力して毎年「たのしい幼稚園」に小学館の雑誌である「学習幼稚園」や「入学準備 小学一年生」の広告を掲載して読者の斡旋を行っている。